# Phaenocarpa pleuralis
Phaenocarpa pleuralis är en stekelart som beskrevs av William Harris Ashmead 1894. Phaenocarpa pleuralis ingår i släktet Phaenocarpa och familjen bracksteklar. Inga underarter finns listade i Catalogue of Life.